# Carl Kliewer
Carl Kliewer (auch Karl Kliewer) (* 5. November 1885 in Kairo; † 22. Oktober 1982 in Schleswig) war ein deutscher Schauspieler und Hörspielsprecher.

## Leben und Wirken
Nach dem Schulabschluss nahm er eine Schauspielausbildung bei Karl Senff-Georgi in Dresden auf. 1905 hatte er sein erstes Engagement. Als Charakterdarsteller spielte er vor allem in Gera und ab 1949 in Hildesheim, darunter Hauptrollen in Leicester, Othello und Wilhelm Tell. Zuletzt war er Ehrenmitglied des Hildesheimer Stadttheaters.

## Hörspiele (Auswahl)
- 1929: Gerhart Hauptmann: Einsame Menschen. Drama in fünf Akten (Pastor Kollin) – Regie: Otto Normann (Sendespiel (Hörspielbearbeitung) – ORAG)[2]
- 1929: Kurt Küchler: Sommerspuk. Ein fröhliches Spiel in vier Akten (Johannes Reimers, Professor der Philosophie, Alter Herr der "Markomannia") – Regie: Otto Normann (Sendespiel (Hörspielbearbeitung) – ORAG)[3]
- 1929: Felix Salten: Von ewiger Liebe. Aus dem Zyklus Kinder der Freude (Wilhelm, Professor Rohrbachs Sohn) – Regie: Otto Normann (Sendespiel (Hörspielbearbeitung) – ORAG)[4]